# Fernando León de Aranoa
Fernando León de Aranoa (Madrid, 26 de maig de 1968) és un director de cinema i guionista espanyol.

## Biografia
Fernando León de Aranoa va néixer a Madrid al maig de 1968. Va estudiar en el Col·legi Sant Agustín de Madrid i és llicenciat en Ciències de la Imatge per la Universitat Complutense de Madrid.
Va començar treballant com a guionista en sèries de televisió com a Turno de oficio, en programes com l' Un, dos, tres... responda otra vez i escrivint per a humoristes com a Martes y Trece.
El seu debut darrere la càmera es va produir el 1994 amb el curtmetratge Sirenas, que va ser premiat en diversos festivals nacionals.
El seu primer llargmetratge va ser Família (1996), el guió de la qual també va escriure, com és habitual. En reconeixement de aquesta pel·lícula li va ser atorgat el Goya al millor director novell, així com el premi Fipresci i el premi del públic de la SEMINCI de Valladolid. L'obra ha estat amb posterioritat adaptada a l'escena teatral i representada a diversos països.
El 1998 va escriure i va dirigir Barrio, retrat de la vida de tres joves adolescents en un barri marginal. Gràcies a aquest treball va obtenir els premis Goya al millor director i al millor guió original. La pel·lícula va ser presentada en la secció oficial del Festival Internacional de Cinema de Sant Sebastià on va obtenir la Coquilla de Plata al millor director. La pel·lícula va rebre altres importants premis com el premi Fipresci, el Fotogramas de plata a la millor pel·lícula espanyola, el premi José María Forqué, el Sant Jordi i el Turia, entre d'altres.
En 2002 va dirigir Los lunes al sol, pel·lícula protagonitzada per Javier Bardem, que es va convertir en la gran triomfadora d'aquell any en els Premis Goya en aconseguir cinc premis, incloent millor pel·lícula i millor direcció. La pel·lícula també va triomfar en el Festival de Cinema de Sant Sebastià en aconseguir la Coquilla d'Or a la millor pel·lícula. L'Acadèmia de les Arts i les Ciències Cinematogràfiques d'Espanya va seleccionar la pel·lícula per representar a Espanya en els Oscar en la categoria de Oscar a la millor pel·lícula de parla no anglesa, encara que no va aconseguir ser una de les cinc nominades.
Princesas (2005) va ser la seva quarta pel·lícula com a director i guionista i el seu debut com a productor després de crear la seva pròpia productora, «Reposado». La pel·lícula, que va ser vista per més d'un milió d'espectadors, va rebre tres premis Goya de l'Acadèmia espanyola de Cinema —a les seves dues actrius protagonistes i a la millor cançó original, composta per Manu Chao, així com el premi Ondas a l'esdeveniment cinematogràfic de l'any i el premi Protagonistas a la millor pel·lícula. Va participar també en la secció oficial del Festival de Cinema de Sundance.
Com a documentalista ha dirigit a Mèxic Caminantes (2001), premiat en els festivals de l'Havana, Los Angeles, Nova York i Alcalà de Henares, i el 2007 va formar part del documental Invisibles dirigint el capítol titulat Buenas noches, Ouma. Aquest documental va comptar també amb la participació d'altres directors com Mariano Barroso, Isabel Coixet, Wim Wenders i Javier Corcuera, i va ser guardonat amb el Goya al millor documental. En el camp dels documentals va escriure el 1997 el guió del documental La espalda del mundo i va col·laborar en la direcció d'Izbieglize el 1994.
La seva feina com a guionista no només s'ha centrat les seves pròpies pel·lícules, sinó que ha escrit guions com els de Fausto 5.0, Imsomnio i Corazón loco.
Ha publicat també diversos relats i narracions breus, havent rebut per ells el Premi Antonio Machado en dues ocasions. Ha treballat també com a dibuixant i il·lustrador.

## Filmografia
- Familia (1996)
- Barrio (1998)
- Caminantes (2001)
- Los lunes al sol (2002)
- Princesas (2005)
- Amador (2010)
- Un dia perfecte (2015)
- Política, manual de instrucciones (2016)
- Loving Pablo (2017)[2]
- El buen patrón (2021)

## Premis i nominacions

### Premis
- 1997. Goya al millor director novell per Familia[1]
- 1998. Conquilla de Plata al millor director per Barrio
- 1999. Goya al millor director per Barrio
- 1999. Goya al millor guió original per Barrio
- 2002. Conquilla d'Or per Los lunes al sol
- 2003. Goya a la millor pel·lícula per Los lunes al sol
- 2003. Goya al millor director per Los lunes al sol
- 2008. Goya a la millor pel·lícula documental per Invisibles
- 2016. Goya al millor guió adaptat per Un día perfecto
- 2022: Goya a la millor pel·lícula per El buen patrón
- 2022: Goya al millor director per El buen patrón[3]
- 2022: Goya al millor guió original per El buen patrón

### Nominacions
- 1997. Goya al millor guió original per Familia
- 1998. Conquilla d'Or per Barrio
- 2003. Goya al millor guió original per Los lunes al sol
- 2006. Goya a la millor pel·lícula per Princesas
- 2006. Goya al millor guió original per Princesas
- 2016. Goya al millor director per Un día perfecto